# Sandava varialis
Sandava varialis là một loài bướm đêm trong họ Erebidae.